# Yalçın Akdoğan

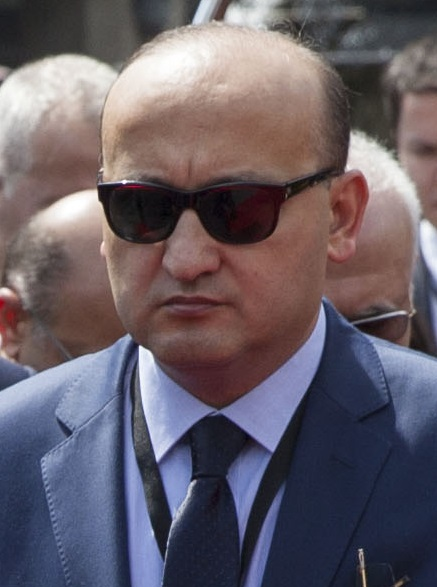
Yalçın Akdoğan (2016)

Yalçın Akdoğan (* 22. September 1969 in Üsküdar, Istanbul) ist ein türkischer Journalist und Politiker. Er ist Mitglied der Partei für Gerechtigkeit und Aufschwung (AKP) und war von August 2014 bis Mai 2016 anfangs einer von vier, später von sechs stellvertretenden Ministerpräsidenten der Türkei.

## Leben und Ausbildung
Akdoğan studierte Kommunikationswissenschaft an der Anadolu-Universität in Eskişehir und promovierte an der Marmara-Universität zum Doktor der Politik- und Sozialwissenschaften. Er arbeitete als Journalist für die Tageszeitungen Yeni Şafak und Star. Ferner war er für das Bezirksamt von Pendik als Presseberater des damaligen AKP-Vorsitzenden Recep Tayyip Erdoğan und schließlich als Pressereferent des Ministerpräsidenten tätig.

## Politische Karriere
Bei der Parlamentswahl im Juni 2011 wurde er für die Provinz Istanbul zum Abgeordneten der AKP gewählt und zog bei den Wahlen vom Juni 2015 und November 2015 erneut in die Große Nationalversammlung ein.
Nach Erdoğans Wahls zum Staatspräsidenten wurde er im August 2014 im Kabinett des neuen Regierungschefs Ahmet Davutoğlu stellvertretender Ministerpräsident. Am 28. Februar 2015 unterzeichnete Akdoğan als einer von drei Vertretern der Regierung mit drei Abgeordneten der Demokratischen Partei der Völker (HDP) im Dolmabahçe-Palast von Istanbul eine Erklärung, die den Konflikt zwischen der Republik Türkei und der PKK dauerhaft beenden sollte. In seiner Anwesenheit verlas der HDP-Abgeordnete Sırrı Süreyya Önder einen von mehreren Fernsehsendern live übertragenen Aufruf des inhaftierten PKK-Führers Abdullah Öcalan an die PKK, die Waffen niederzulegen.
Auch der folgenden, im August 2015 gebildeten Übergangsregierung sowie der anschließenden dritten Davutoğlu-Regierung gehörte Akdoğan abermals als stellvertretender Ministerpräsident an. Bei der Regierungsumbildung nach Davutoğlus Rücktritt im Mai 2016 schied er aus der Regierung aus, behielt aber sein Parlamentsmandat.

## Werke
- 1995, Görsel İktidar („Visuelle Macht“)
- 1996, Siyaset ve Kutsallık („Politik und Heiligkeit“)
- 2000, Siyasal İslam („Politischer Islam“)
- 2000, Hayatı ve Siyaseti Düşünmek („Nachdenken über die Politik und das Leben“)
- 2004, Kırk Yıllık Düş Avrupa Birliği'nin Siyasal Geleceği ve Türkiye („Die Türkei und die Zukunft des vierzigjährigen Traums von Europa“)
- 2004, AK Parti ve Muhafazakar Demokrasi („Die AK Partei [AKP] und die konservative Demokratie“)
- 2010, Tarihe Düşülen Notlar: 17 Aralık AB Zirvesinin Perde Arkası („Notizen zur Geschichte: Hinter den Kulissen des EU-Gipfels vom 17. Dezember“)
- 2010, İnsanı Yaşat ki Devlet Yaşasın – Demokratik Açılım Sürecinde Yaşananlar („Lass die Menschen leben, damit der Staat leben kann: Die Ereignisse im demokratischen Öffnungsprozess“)
- 2014, Tarihe Düşülen Nolar 2007-1: 27 Nisan Bildirisi ve Sürecin Perde Arkası („Notizen zur Geschichte 2007, Bd.1: Die Hintergründe der Erklärung vom 27. April“)
- 2014, Yaşananlar Tarihe Düşülen Notlar 2007-2: Cumhurbaşkanlığı Seçim Sürecinde Yaşananlar („Notizen zur Geschichte 2007, Bd.1: Hinter en Kulissen der Präsidentschaftswahl“)